# Манильский метрополитен
Манильский метрополитен — система метрополитена, которая обслуживает столицу Филиппин Манилу и её пригороды. По всем техническим характеристикам относится к метрополитену, однако располагается преимущественно над землёй. Метрополитен подчинён министерству транспорта Филиппин.
Многие пассажиры, которые ездят в манильском метро, также используют различные формы общественного транспорта на дорогах, такие как автобусы, до и от станции, чтобы добраться до места назначения. Несмотря на то, что он направлен на сокращение пробок и время проезда в метрополии, транспортная система была лишь частично успешной из-за роста числа автомобилей и быстрой урбанизации. Расширение сети предусматривает (в какой-то степени ) решение этой проблемы.

## Система
Метро состоит из исторической зелёной линии, открытой в 1984 году и новой, синей линии, которая открылась в 2003 году. Линия 1 имеет 20 станций, а линия 2 — 11 станций. Линия проходит через густонаселённые пригороды Манилы.

## История
Ещё в 1878 году испанцы планировали построить в Маниле рельсовую транспортную систему для перевозки пассажиров. Предлагаемая система представляла собой пятистрочную сеть, выходящую из площади Сан-Габриэль в Бинондо, в направлении Intramuros, Malate, Malacañan Palace, Sampaloc и Tondo. Проект был готов в 1882, и в 1885 году началось строительство. Линия Манила — Малабон была открыта 20 октября 1888 года и была очень популярна.
В 1905 году система была электрифицирована, и она продолжала расти вплоть до 1930-х годов.  Система была закрыта во время Второй мировой войны, и она была демонтирована в конце войны.
В 1966 году филиппинское правительство предоставило франшизу филиппинским монорельсовым транспортным системам (ПМТС) для эксплуатации монорельсовой дороги внутри города.  Однако монорельс никогда не строился. Франшиза ПМТС впоследствии истекла в 1974 году 
Строительство линии 1 началось в сентябре 1981 года с Корпорацией строительства и развития Филиппин. Линия была испытана в марте 1984 года, а первая половина LRT-1, от Бакларана до Центрального терминала, была открыта 1 декабря 1984 года. Вторая половина, от Центрального терминала до Монументо, была открыта 12 мая 1985 года.
Поскольку «Официальная помощь в целях развития Японии» составляет в общей сложности 75 млрд. Иен, строительство линии 2 началось в 1990-х годах, а первый участок линии от Сантолан до  Аранета Центра-Кубао был открыт 5 апреля, 2003.  Второй раздел, от Аранета Центра-Кубао до Легарды, был открыт ровно год спустя, и вся линия была полностью введена в действие к 29 октября 2004 года.  В течение этого времени линия 1 была модернизирована. Были установлены автоматизированные системы взимания платы за проезд с использованием пластиковых билетов на магнитную полосу; добавлены кондиционированные поезда; пешеходные дорожки между линиями 1, 2 и 3 выполнены.
С 2015 года пластиковые магнитные билеты были заменены на Beep, бесконтактную смарт-карту, которая была введена, чтобы обеспечить общий билет на метро и некоторые автобусные линии.

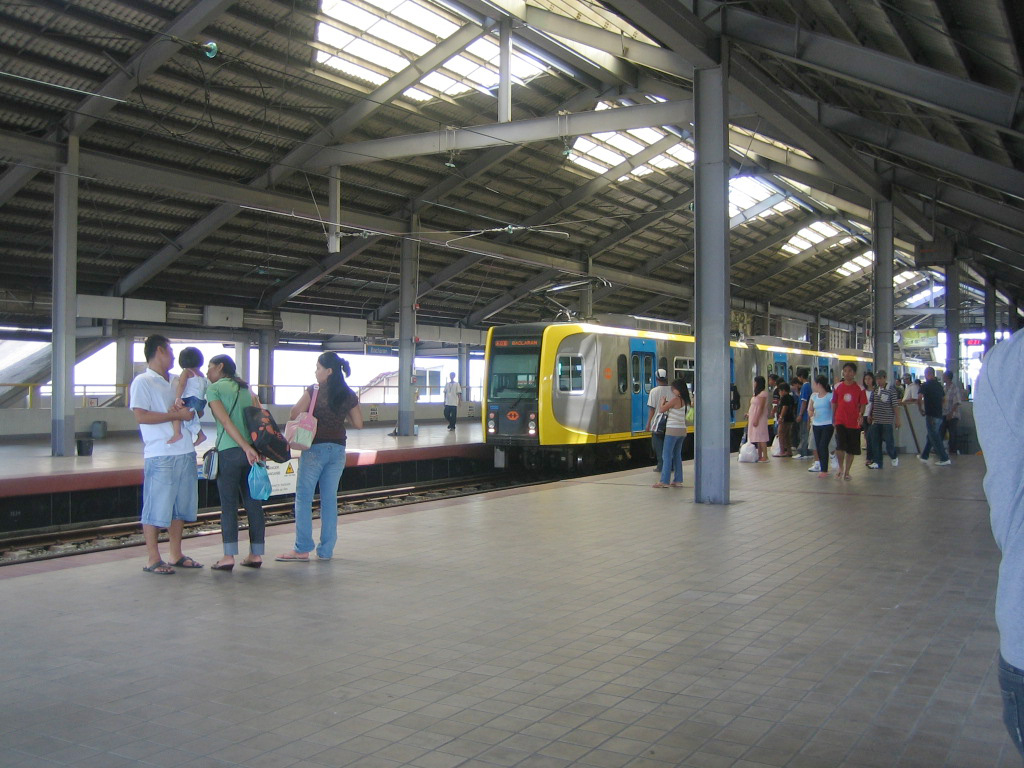
Площадки и площадки платформы большинства станций линии-1 расположены на одном уровне.

## Подвижной состав
В системе используются 4 разновидности поездов, все типы составов работают на контактном проводе .

## Стоимость проезда
Манильская система метрополитена является одной из наименее дорогостоящих систем метро в Юго-Восточной Азии, стоимость проезда значительно ниже, чем в других системах региона. Проезд в поездах стоит около 0,5 долларов.
Манильский метрополитен управляется тремя независимыми операторами и является неотъемлемой частью системы общественного транспорта филиппинской столицы. Для каждого оператора и каждой линии действует отдельный билет, поэтому при пересадке нужно покупать билет заново. Удобнее и выгоднее оплачивать проезд смарт-картой Beep, действующей на всех линиях манильского метрополитена. Билет нужно сканировать, как на входе, так и на выходе.

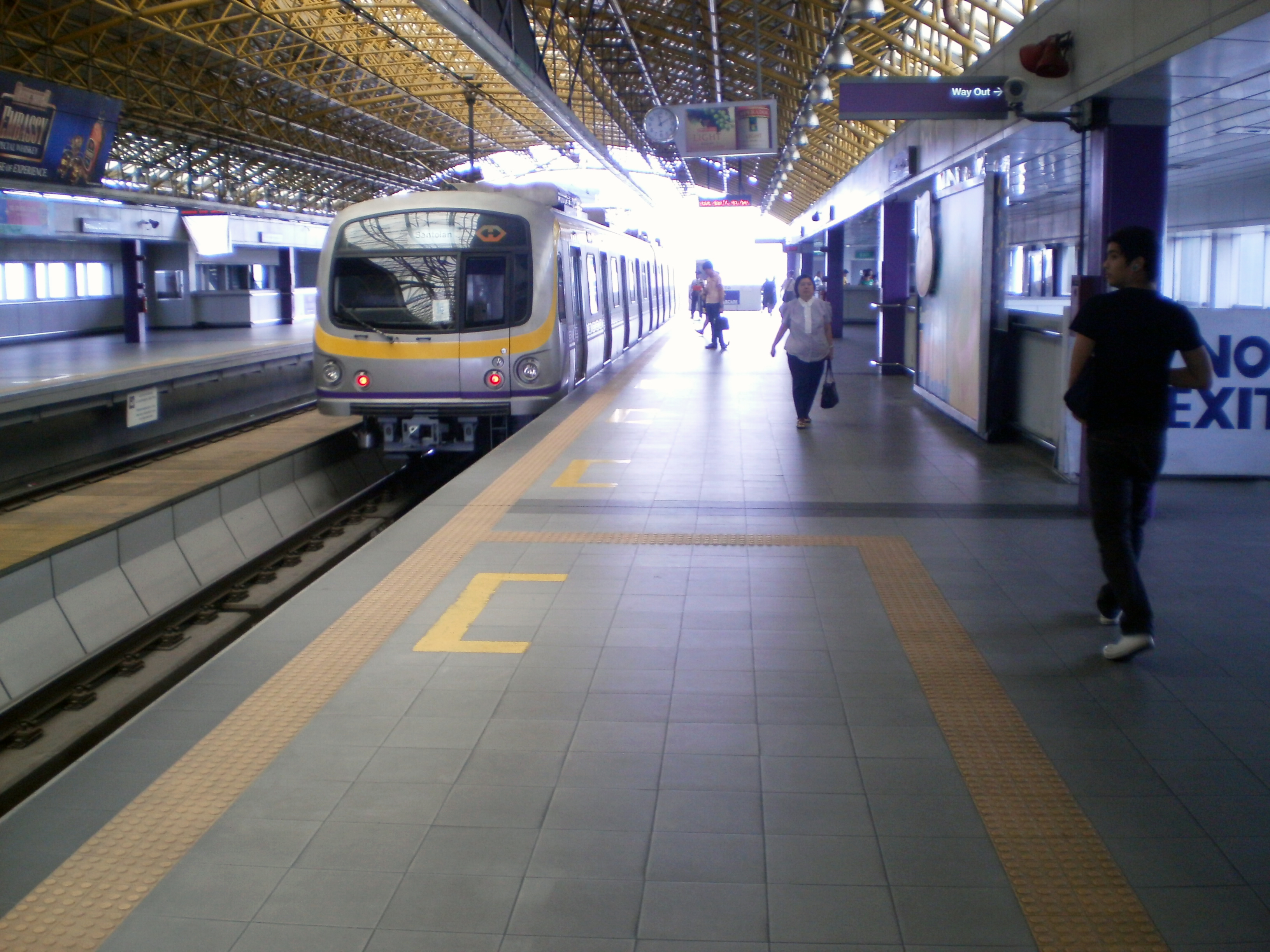
Поезд на линию 2 отправляется в Сантолан. Платформы расположены на отдельном уровне на станциях линии-2.